# EMR1
شبه گیرندهٔ ۱ هورمون شبه موسینی ماژول‌دار شبه فاکتور رشد اپیدرمی (انگلیسی: EGF-like module-containing mucin-like hormone receptor-like 1) یا F4/80 یک پروتئین است که در انسان توسط ژن «ADGRE1» کُدگذاری می‌شود.
این گیرنده یکی از اعضای خانوادهٔ بزرگ «گیرنده‌های جفت‌شونده با پروتئین جی، ویژهٔ چسبندگی» است.

## اهمیت بالینی
این گیرنده‌ها ممکن است یکی از اهداف درمانی در اختلالات ائوزینوفیلیک باشد.